# Oligonychus duncombei
Oligonychus duncombei är en spindeldjursart som beskrevs av Meyer 1974. Oligonychus duncombei ingår i släktet Oligonychus och familjen Tetranychidae. Inga underarter finns listade i Catalogue of Life.